# Schellert (Neustadt an der Aisch)
Schellert ist ein Gemeindeteil der Kreisstadt Neustadt an der Aisch im Landkreis Neustadt an der Aisch-Bad Windsheim (Mittelfranken, Bayern). Die Gemarkung Schellert hat eine Fläche von 3,339 km². Sie ist in 369 Flurstücke aufgeteilt, die eine durchschnittliche Fläche von 9049,62 m² haben.

## Geografie
Das Dorf liegt am Mosbach, einem linken Zufluss der Mittleren Aurach, und am Schellbach, der im Ort als rechter Zufluss in den Mosbach mündet. 0,25 km nordwestlich des Ortes liegt das Hirtenfeld, 0,75 km nordöstlich das Kirchhoffeld, 0,5 km östlich der Schenkenwald und der Rößleinsbuck, 0,5 km südwestlich der Viersternwald.
Die Staatsstraße 2255 führt an Oberschweinach vorbei nach Neustadt zur Bundesstraße 470 (4,5 km nördlich) bzw. an Losaurach und Oberulsenbach vorbei nach Markt Erlbach (5,5 km südlich). Eine Gemeindeverbindungsstraße führt nach Mosbach (2 km südöstlich).

## Geschichte
Der Ort wurde 1235 als „Schellenhart“ erstmals urkundlich erwähnt. Laut dieser Urkunde erlaubte Burggraf Konrad von Nürnberg Dietmar von Nuzzeze, seine Güter der Deutschordenskommende Nürnberg zu schenken. Der Ortsname setzt sich aus dem Bestimmungswort „scelo“ (mhd. für „Wildhengst“ oder Zuchthengst, Wildpferd, Schelch) und dem Grundwort „hard“ (= bewaldeter Höhenzug) zusammen, was auf einen Pferdebestand in dieser Gegend hinweist. Darauf weist auch der Flurname „Rößleinsbuck“ hin.
Im Jahre 1421 erhielten wahrscheinlich die Brüder Hans, Heinz, Jörg, Wilhelm und Franz Rummel von Markgraf Friedrich I. das Dorf zu Lehen. Ab Ende des 15. Jahrhunderts kam der Ort in Besitz der Familie Sigwein. In der zweiten Hälfte des 17. Jahrhunderts hatten die Herren von Hohenlohe zu Wilhermsdorf den Ort erworben. Im 18. Jahrhundert ging der Ort auf die Grafen von Styrum über.
Gegen Ende des 18. Jahrhunderts gab es in Schellert 25 Anwesen (zehn Güter, sechs Halbgüter, fünf Gütlein, zwei Häuser, ein Wirtshaus) und eine Schäferei der Gemeinde. Das Hochgericht, die Dorf- und Gemeindeherrschaft sowie die Grundherrschaft über alle Anwesen übte das Rittergut Herrnneuses aus. 1797 wurde das Rittergut von der Bayreuther Kriegs- und Domänenkammer gekauft und dem Kammeramt Neustadt zugeschlagen.
Im Jahre 1810 kam Schellert an das Königreich Bayern. Im Rahmen des Gemeindeedikts wurde es dem 1811 gebildeten Steuerdistrikt Herrnneuses und der 1813 gebildeten Ruralgemeinde Herrnneuses zugeordnet. Mit dem Zweiten Gemeindeedikt (1818) entstand die Ruralgemeinde Schellert. Diese war in Verwaltung und Gerichtsbarkeit dem Landgericht Neustadt an der Aisch und zugeordnet in der Finanzverwaltung dem Rentamt Neustadt an der Aisch (1919 in Finanzamt Neustadt an der Aisch umbenannt, seit 1972 Finanzamt Uffenheim). Ab 1862 gehörte Schellert zum Bezirksamt Neustadt an der Aisch (1939 in Landkreis Neustadt an der Aisch umbenannt). Die Gerichtsbarkeit blieb beim Landgericht Neustadt an der Aisch (1879 in das Amtsgericht Neustadt an der Aisch umgewandelt). Die Gemeinde hatte 1964 eine Gebietsfläche von 3,307 km².
Am 1. Januar 1972 wurde Schellert im Zuge der Gebietsreform in Bayern nach Neustadt an der Aisch eingemeindet.

### Baudenkmäler
- Haus Nr. 20: Gemeindehaus mit  Kriegergedächtnistafel für die Gefallenen des Ersten Weltkrieges[15]
- Haus Nr. 50: ehemaliges Gasthaus Rotes Roß und zugehöriges Backhäuschen[15]

### Bodendenkmäler
In der Gemarkung Schellert gibt es ein Bodendenkmal.

### Einwohnerentwicklung
| Jahr      | 1818   | 1840   | 1852   | 1855   | 1861   | 1867   | 1871   | 1875   | 1880   | 1885   | 1890   | 1895   | 1900   | 1905   | 1910   | 1919   | 1925   | 1933   | 1939   | 1946   | 1950   | 1952   | 1961   | 1970   | 1987   | 2019  |
| Einwohner | 182    | 249    | 227    | 241    | 242    | 234    | 242    | 225    | 221    | 252    | 213    | 198    | 200    | 201    | 210    | 197    | 190    | 187    | 182    | 229    | 222    | 191    | 187    | 176    | 166    | 205   |
| Häuser    | 32     | 37     |        |        |        |        | 36     |        |        | 36     | 39     |        | 45     |        |        |        | 43     |        |        |        | 39     |        | 40     |        | 50     |       |
| Quelle    | [ 17 ] | [ 18 ] | [ 19 ] | [ 19 ] | [ 20 ] | [ 21 ] | [ 22 ] | [ 23 ] | [ 24 ] | [ 25 ] | [ 26 ] | [ 19 ] | [ 27 ] | [ 19 ] | [ 28 ] | [ 19 ] | [ 29 ] | [ 19 ] | [ 19 ] | [ 19 ] | [ 30 ] | [ 19 ] | [ 12 ] | [ 31 ] | [ 32 ] | [ 2 ] |

## Religion
Der Ort ist seit der Reformation evangelisch-lutherisch geprägt und bis heute nach St. Matthäus (Herrnneuses) gepfarrt, das seit den 1980er Jahren eine Filiale von St. Johannes der Täufer (Neustadt an der Aisch) ist. Die Katholiken sind nach St. Johannis Enthauptung (Neustadt an der Aisch) gepfarrt.